# Platypelis cowanii
Platypelis cowanii és una espècie de granota que viu a Madagascar.